# Вэнс, Джей Ди
Джеймс Дэ́вид Вэнс (англ. James David Vance; известный по инициалам как Джей Ди Вэнс (англ. JD Vance); имя при рождении — Джеймс До́нальд Бо́умен (англ. James Donald Bowman); род. 2 августа 1984, Мидлтаун, штат Огайо, США) — американский государственный и политический деятель, предприниматель, публицист, ветеран Корпуса морской пехоты. По профессии политолог и юрист. С 20 января 2025 года занимает должность 50-го вице-президента США, работая в паре с президентом Дональдом Трампом. До этого, с 2023 года по 2025 год, представлял штат Огайо в Сенате США в качестве члена Республиканской партии.
По окончании школы Вэнс поступил на службу в Корпус морской пехоты, где с 2003 по 2007 год работал военным корреспондентом. В 2005 году был отправлен в Ирак, где провёл шесть месяцев. По завершении службы получил степень бакалавра в Университете штата Огайо в 2009 году, а затем окончил Йельскую школу права в 2013 году. Некоторое время работал корпоративным юристом, после чего стал венчурным капиталистом. В 2016 году опубликовал мемуары «Элегия Хиллбилли», которые стали бестселлером и были экранизированы четыре года спустя.
В 2022 году Вэнс одержал победу на выборах в Сенат США от штата Огайо, опередив кандидата от Демократической партии Тима Райана. В ходе президентской кампании 2016 года критиковал Трампа, но впоследствии стал одним из его наиболее активных сторонников. В июле 2024 года на Национальном съезде Республиканской партии Трамп выдвинул Вэнса в качестве кандидата на пост вице-президента. Таким образом, он стал третьим самым молодым вице-президентом в истории США и первым представителем поколения миллениалов, занимающим эту должность.
Политические взгляды Вэнса можно охарактеризовать как национал-консервативные и правопопулистские. Он выступает против абортов, однополых браков и ужесточения контроля за оборотом оружия. Также критикует бездетность и открыто заявляет о влиянии католицизма на свою общественно-политическую позицию. В своей речи на Мюнхенской конференции по безопасности раскритиковал руководство Европейского союза за отступление от ценностей демократии и свободы слова.

## Ранние годы, военная служба и образование

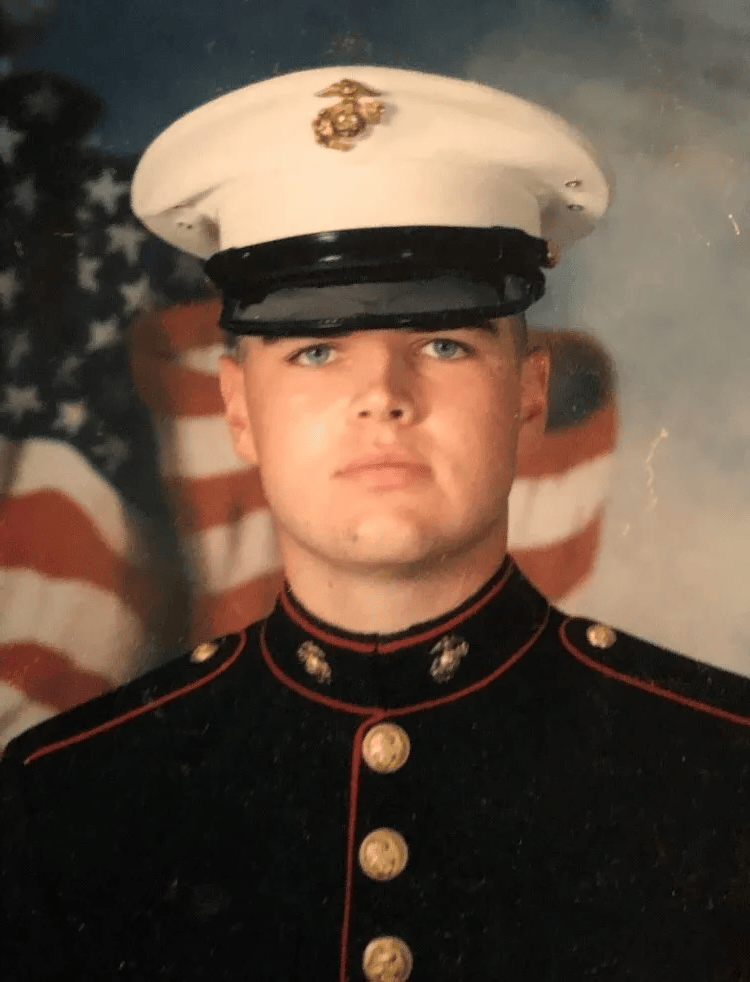
Вэнс (тогда Хэмел) во время службы в Корпусе морской пехоты США, 2003 год

Джеймс Дональд Боумен родился 2 августа 1984 года в Мидлтауне (штат Огайо). Его родители, Беверли Кэрол (урожденная Вэнс) и Дональд Рэй Боумен, развелись, когда он был ещё ребёнком. Семья Вэнса имеет шотландско-ирландские корни и происходит из региона Аппалачей. После того как его мать вышла замуж в третий раз за Боба Хэмела, она сменила имя сына на Джеймс Дэвид Хэмел, чтобы убрать связь с его биологическим отцом. С тех пор Вэнс использовал прозвище JD (Джей Ди).
Детство Вэнса было наполнено трудностями. Он рос в условиях бедности, сталкивался с семейными конфликтами и насилием, а его мать боролась с наркотической зависимостью. Воспитанием Джеймса и его сестры Линдси в основном занимались их бабушка и дедушка по материнской линии, Джеймс и Бонни Вэнс, с которыми они были очень близки. Бабушка сыграла ключевую роль в его жизни, обеспечивая стабильность и поддержку в неспокойной семейной обстановке.
После окончания средней школы Мидлтауна в 2003 году Вэнс решил пойти по пути, который мог бы изменить его жизнь, и поступил на службу в Корпус морской пехоты США. Он служил военным корреспондентом в составе 2-го авиационного крыла морской пехоты. В 2005 году Вэнс был отправлен в Ирак, где провёл шесть месяцев, выполняя небоевые задачи: писал статьи, делал фотографии и документировал события. За время службы он дослужился до звания капрала и был награждён медалями «За безупречную службу» в морской пехоте и «За достижения» в военно-морских силах и морской пехоте.
После завершения службы в 2007 году Вэнс воспользовался программой G.I. Bill, которая предоставляет образовательные льготы ветеранам, и поступил в Университет штата Огайо. Там он изучал политологию и философию, а в 2009 году окончил университет с отличием (summa cum laude), получив степень бакалавра. Его академические успехи открыли ему дорогу в Йельскую школу права, одно из самых престижных учебных заведений США. Во время учёбы в Йеле Вэнс стал членом редакции студенческого издания The Yale Law Journal. Именно в этот период профессор Эми Чуа, известная как автор книги «Боевой гимн матери-тигрицы», предложила ему начать писать мемуары, которые позже превратились в книгу «Элегия Хиллбилли». В 2010—2011 годах Вэнс писал статьи для сайта Дэвида Фрума «FrumForum» под ником J.D. Hamel.
В 2013 году, незадолго до окончания Йельской школы права, Вэнс сменил фамилию с Хэмел на Вэнс, взяв фамилию бабушки и дедушки. Год спустя он женился. В этом же году получил степень доктора права.

## Ранняя карьера

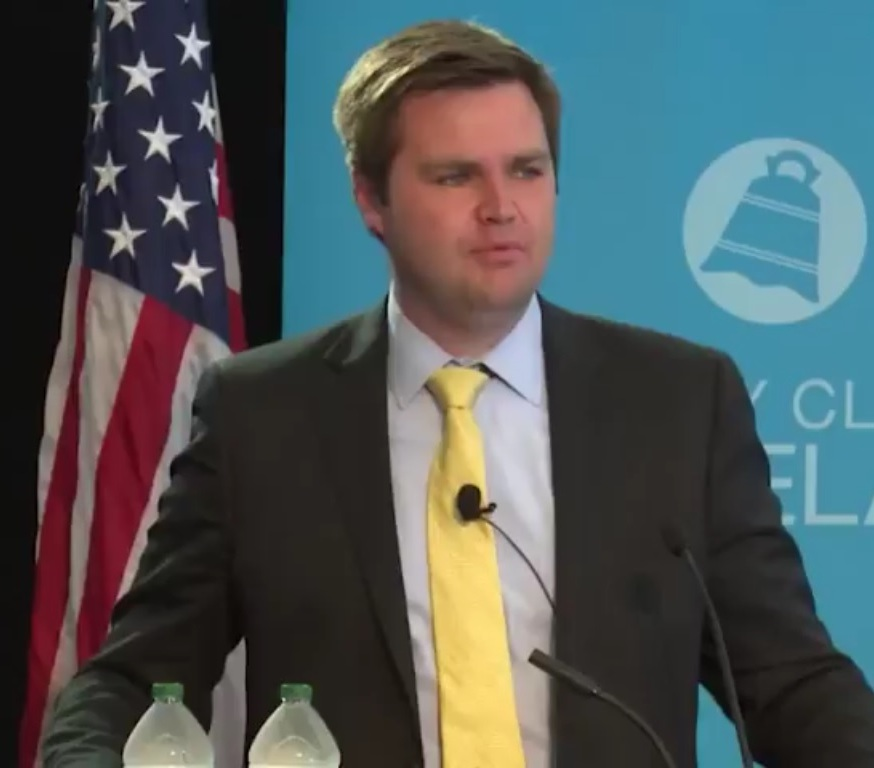
Выступление в Кливленде, май 2017 года

После окончания Йельской школы права Джеймс Дэвид Вэнс начал свою профессиональную карьеру в юридической и политической сферах. Сначала он работал помощником сенатора-республиканца Джона Корнина, а затем в течение года служил клерком у судьи Дэвида Баннинга в окружном суде Восточного округа Кентукки. После этого Вэнс присоединился к юридической фирме Sidley Austin, где начал кратковременную карьеру корпоративного юриста. Однако проработав менее двух лет, он решил сменить направление и переехал в Сан-Франциско, чтобы заняться венчурным инвестированием в сфере высоких технологий. С 2016 по 2017 год Вэнс занимал должность руководителя в фирме Mithril Capital, основанной предпринимателем Питером Тилем.
В июне 2016 года вышла книга Вэнса Hillbilly Elegy: A Memoir of a Family and Culture in Crisis (на русском языке — «Элегия Хиллбилли. История жизни одной семьи в условиях кризиса»). В книге он рассказывает о своём трудном детстве, культурных особенностях жителей Аппалачей и социальных проблемах, с которыми сталкиваются бедные слои населения в США. Книга стала бестселлером по версии The New York Times в 2016 и 2017 годах и была включена в список «6 книг, которые помогут понять победу Трампа». The Washington Post назвала Вэнса «голосом Ржавого пояса». Успех книги открыл ему двери в мир социальной элиты, и он начал писать колонки для The New York Times. Позже Вэнс признался, что общение с представителями элиты и их пренебрежительное отношение к людям из его прошлого значительно повлияли на формирование его взглядов.
В 2017 году Вэнс присоединился к инвестиционной компании Revolution LLC, основанной Стивом Кейсом, где занимался развитием инициативы Rise of the Rest. Эта программа была направлена на привлечение инвестиций в регионы, которые традиционно оставались в тени таких технологических центров, как Кремниевая долина и Нью-Йорк. Параллельно с этим, с 2017 по 2018 год, Вэнс работал автором и комментатором на телеканале CNN. В апреле 2017 года было объявлено, что режиссёр Рон Ховард возьмётся за экранизацию «Элегии Хиллбилли». Фильм вышел в ограниченный прокат 11 ноября 2020 года и стал доступен для просмотра на платформе Netflix.
В 2019 году Вэнс был включён в консультативный совет организации With Honor Fund, которая поддерживает ветеранов, стремящихся занять политические должности. С 2020 по 2023 год он также входил в консультативный совет организации American Moment, занимающейся обучением и созданием сетей для молодых консерваторов в рамках проекта «Проект 2025».
В том же 2019 году Вэнс вместе с Крисом Баскирком основал консервативную политическую организацию Rockbridge Network. Кроме того, он стал соучредителем венчурной фирмы Narya Capital в Цинциннати, получив финансовую поддержку от Питера Тиля, Эрика Шмидта и Марка Андриссена. В 2020 году фирма привлекла $93 миллиона инвестиций. Вэнс также участвовал в инвестициях вместе с Тилем и бывшим советником Трампа Дарреном Блантоном в Rumble — канадскую платформу для видеохостинга, популярную среди правых политических кругов.

### Our Ohio Renewal
В декабре 2016 года Джей Ди Вэнс объявил о планах переехать в Огайо и рассмотреть возможность создания некоммерческой организации или участия в политических выборах. Вскоре после этого он основал организацию под названием Our Ohio Renewal, которая была сосредоточена на решении социальных проблем, описанных в его мемуарах. Основными направлениями деятельности организации стали борьба с наркозависимостью, улучшение образования и другие вопросы, актуальные для жителей Огайо. Однако к 2021 году организация прекратила свою работу, не достигнув значительных результатов.
Финансовая деятельность Our Ohio Renewal также вызвала вопросы. В 2017 году организация собрала около $221 тысяч, включая $80 тысяч, которые внес сам Вэнс. Однако большая часть этих средств была потрачена на накладные расходы и командировки, а не на реализацию программ. В последующие годы сборы сократились до менее чем $50 тысяч. Во время предвыборной кампании Вэнса в Сенат США в 2022 году его оппонент, демократ Тим Райан, обвинил Our Ohio Renewal в том, что она служила прикрытием для политических амбиций Вэнса. Райан ссылался на отчёты, согласно которым организация выплачивала вознаграждение политическому консультанту Вэнса и проводила исследования общественного мнения, в то время как её деятельность по борьбе с наркозависимостью была признана неуспешной. Вэнс отверг эти обвинения, заявив, что организация была создана с благими намерениями. Налоговые декларации Our Ohio Renewal показали, что в первый год своего существования организация потратила более $63 тыс. на «управленческие услуги», предоставленные её исполнительным директором Джаем Чабрией, который одновременно был главным политическим советником Вэнса. Эти расходы превысили суммы, выделенные на программы по борьбе с опиоидной зависимостью, что вызвало дополнительные вопросы о приоритетах организации.
В 2017 году Вэнс также основал фонд Our Ohio Renewal Foundation, который собрал около $69 тысяч с 2017 по 2023 год. Однако по состоянию на сентябрь 2024 года фонд не осуществлял расходы с 2019 года.

## В Сенате США

### Предвыборная кампания

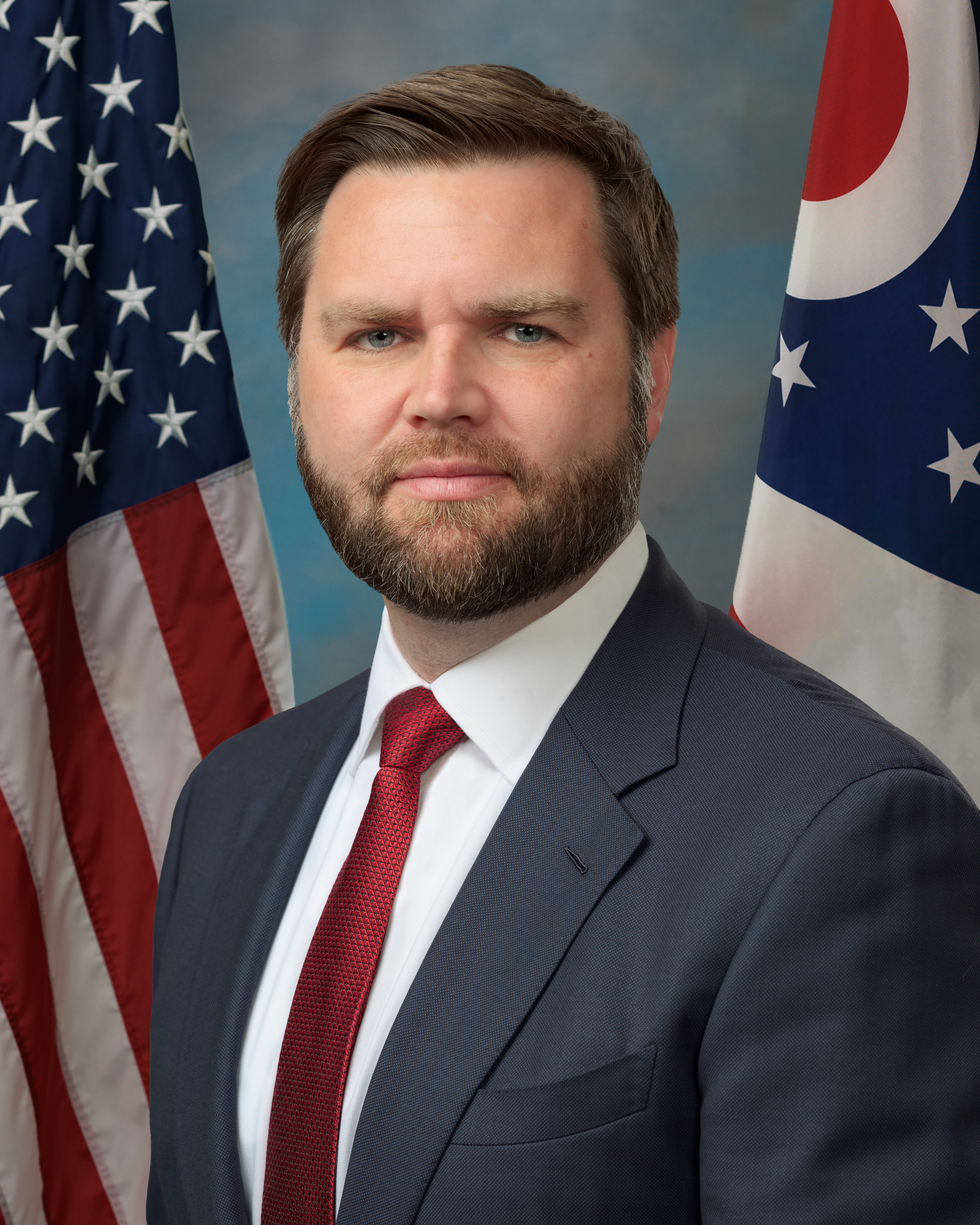
Официальный портрет сенатора Вэнса, 2023 год

В начале 2018 года Вэнс рассматривал возможность выдвижения своей кандидатуры на выборах в Сенат США, чтобы бросить вызов действующему сенатору-демократу Шерроду Брауну. Однако в итоге он отказался от этой идеи, сосредоточившись на других проектах.
Ситуация изменилась в 2021 году, когда Вэнс начал активно готовиться к участию в выборах на место сенатора, которое освобождалось Робом Портманом. В марте 2021 года предприниматель и инвестор Питер Тиль пожертвовал $10 миллионов суперкомитету Protect Ohio Values, созданному для поддержки потенциальной кандидатуры Вэнса. Также финансовую поддержку оказал Роберт Мерсер, хотя точная сумма его вклада не была раскрыта. В апреле 2021 года Вэнс публично выразил заинтересованность в участии в выборах, а в мае учредил исследовательский комитет, чтобы подготовиться к избирательной кампании. В ходе кампании он изменил написание своего имени: если ранее он часто использовал точки после инициалов (J.D.), то в качестве кандидата в сенаторы стал писать своё имя как JD.
1 июля 2021 года Вэнс официально объявил о своём участии в выборах в Сенат от Огайо. Его кампания была сосредоточена на консервативных ценностях, поддержке рабочего класса и критике политики демократов. 3 мая 2022 года он выиграл праймериз Республиканской партии, набрав 32 % голосов и опередив таких конкурентов, как Джош Мандел (23 %) и Мэтт Долан (22 %). Это позволило ему стать официальным кандидатом от Республиканской партии на предстоящих выборах.
На всеобщих выборах 8 ноября 2022 года Вэнс одержал победу над кандидатом от Демократической партии Тимом Райаном, набрав 53 % голосов против 47 % у Райана. Однако этот результат был воспринят как относительно слабый по сравнению с успехами других республиканцев в Огайо, особенно на фоне одновременных выборов губернатора, где республиканцы показали более убедительные результаты.

### На посту
3 января 2023 года Вэнс был приведён к присяге в качестве члена 118-го Конгресса США. За время работы в Сенате, по состоянию на середину июля 2024 года, он произнёс 45 речей и инициировал 57 законопроектов, ни один из которых не был принят. Вэнс также стал соавтором 288 законопроектов, из которых два были одобрены обеими палатами Конгресса, но впоследствии отклонены президентом Джо Байденом.
Одной из заметных инициатив Вэнса стало его сотрудничество с сенатором-демократом Шерродом Брауном. 1 марта 2023 года они выступили с предложением двухпартийного законопроекта, направленного на предотвращение железнодорожных катастроф, подобных произошедшей в Ист-Палестайн. Однако этот законопроект не получил достаточной поддержки среди республиканцев, и его принятие не состоялось.
В июне 2023 года Вэнс проголосовал против повышения лимита государственного долга, выразив несогласие с Законом о фискальной ответственности 2023 года. Он аргументировал свою позицию тем, что принятие закона приведёт к сокращению военных расходов, что, по его мнению, было недопустимо в условиях растущей угрозы со стороны Китая.
В июле 2023 года Вэнс совместно с конгрессвумен Марджори Тейлор Грин представили законопроект, который предусматривал криминализацию гендерно-подтверждающей помощи несовершеннолетним на федеральном уровне. Законопроект предполагал наказание в виде лишения свободы сроком до 12 лет для тех, кто предоставляет такую помощь. В июне 2024 года Вэнс также выступил автором закона о ликвидации DEI (разнообразие, равенство и инклюзивность), который запрещал бы федеральные программы, направленные на поддержку этих принципов.
В ходе своей кампании на пост вице-президента США Вэнс не участвовал в голосованиях в Сенате. В полночь 10 января 2025 года он подал в отставку с должности сенатора, чтобы подготовиться к вступлению в должность вице-президента США, которое состоялось 20 января 2025 года.

#### Назначения в комитеты
- Комитет Сената США по делам банков, жилищному и городскому хозяйству[англ.]
  - Подкомитет по финансовым учреждениям и защите прав потребителей
  - Подкомитет по жилищному строительству, транспорту и общественному развитию
  - Подкомитет по ценным бумагам, страхованию и инвестициям
- Комитет Сената США по торговле, науке и транспорту[англ.]
  - Подкомитет по коммуникациям, медиа и широкополосной связи
  - Подкомитет по океанам, рыболовству, изменению климата и производству
  - Подкомитет по космосу и науке
- Специальный комитет Сената США по вопросам старения[англ.]

## Президентские выборы 2024 года

### Кампания на пост вице-президента
Вэнс активно участвовал в крупных консервативных политических событиях, и уже в июне 2024 года его называли потенциальным напарником Трампа. 15 июля 2024 года, в первый день Национального съезда Республиканской партии, Трамп объявил в социальной сети Truth Social, что выбрал Вэнса своим напарником на пост вице-президента. 17 июля Вэнс официально принял номинацию, став кандидатом на эту должность.

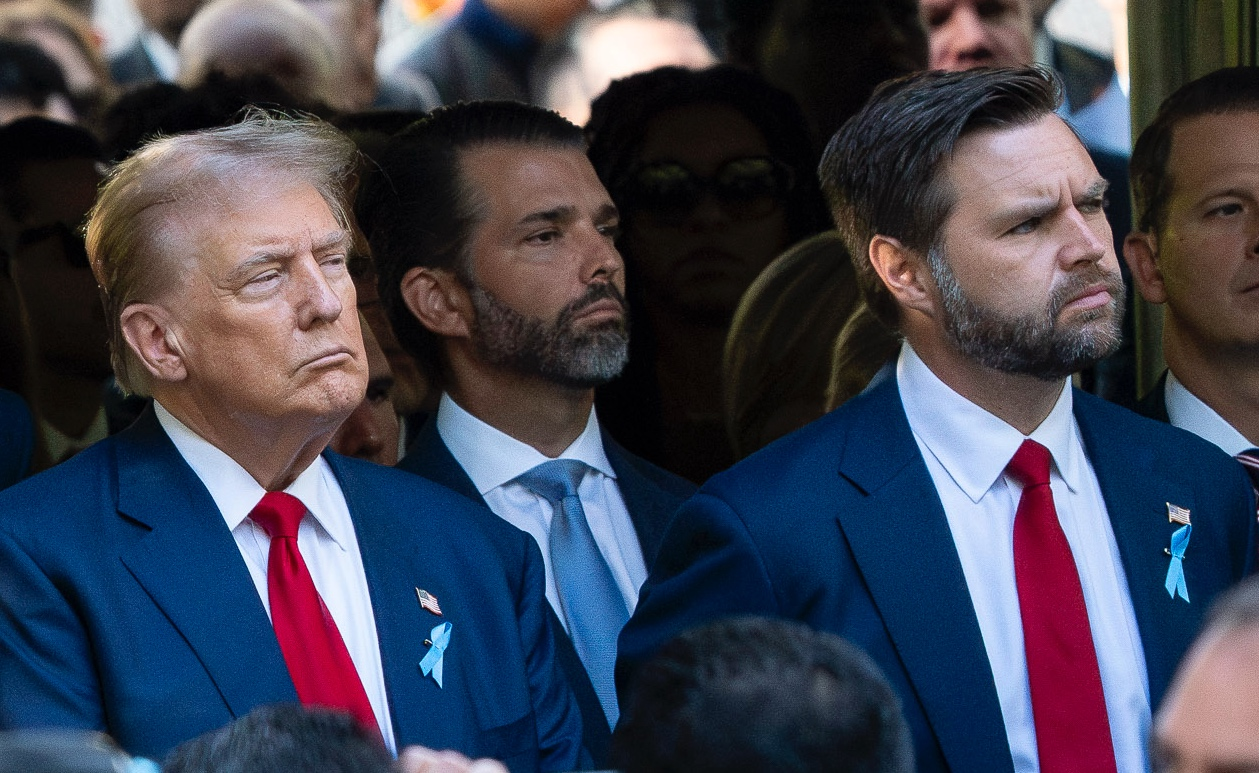
Вэнс (справа) с Трампом на национальном мероприятии памяти жертв 11 сентября в Нью-Йорке, 2024 год

Старшие сыновья Трампа — Дональд Трамп-младший и Эрик Трамп — активно поддержали кандидатуру Вэнса. Его выдвижение также одобрили такие известные фигуры, как Илон Маск, Дэвид Сакс, Такер Карлсон и Питер Тиль, который познакомил Трампа с Вэнсом в 2021 году. Фонд «Наследие», известный своим «Проектом 2025», также выступил в поддержку Вэнса. Маск, комментируя выбор Трампа, заявил, что этот тандем «звучит как победа». Сакс, венчурный капиталист и спонсор Республиканской партии, написал в Twitter: «Вот кого бы я хотел видеть рядом с Трампом — настоящего американского патриота». В 2022 году Сакс пожертвовал $900 тысяч суперкомитету, поддерживающему кампанию Вэнса в Сенат, а Тиль добавил к этому $15 миллионов. Изначально сообщалось, что Маск планирует ежемесячно выделять $45 миллионов на кампанию Трампа и Вэнса, но позже он уточнил, что сумма будет «значительно меньше».
В июле 2024 года бывший друг Вэнса по Йельской школе права обнародовал их переписку за период с 2014 по 2017 годы. Ссылаясь на эти сообщения, он утверждал, что Вэнс «изменил свое мнение буквально по каждому вопросу, касающемуся простых американцев», ради «политической власти и богатства».
В октябре 2024 года Вэнс выразил сомнение в легитимности результатов выборов 2020 года, заявив, что Big Tech могла сфальсифицировать результаты, применяя цензуру.

#### Высказывания по поводу бездетности
После того как Вэнс стал напарником Трампа в президентской кампании 2024 года, его прошлые высказывания о бездетных людях вызвали волну критики. В частности, внимание привлекло его заявление, сделанное в 2021 году в интервью Fox News, где он сказал: «Фактически, в этой стране нами управляют через демократов и корпоративных олигархов — кучка бездетных кошатниц, которые несчастны из-за своей жизни и сделанного ими выбора, и поэтому хотят сделать несчастной всю страну». Эти слова вызвали широкий резонанс в СМИ и социальных сетях, где их сочли оскорбительными и дискриминационными. 26 июля 2024 года Вэнс попытался уточнить свои слова в шоу Мегин Келли. Он заявил, что его замечания не были направлены против людей, у которых нет детей, а скорее критиковали Демократическую партию за её «антисемейную и антидетскую» политику. Вэнс подчеркнул, что поддержка семей и детей должна быть главным приоритетом Республиканской партии, и выразил мнение, что политика демократов не способствует укреплению семейных ценностей.
Однако это не остановило критику, так как вскоре всплыли и другие его высказывания на эту тему. В 2020 году в подкасте Вэнс заявил, что отсутствие детей «делает людей более социопатичными и в конечном итоге делает всю нашу страну немного менее психически устойчивой». В электронном письме для сбора средств, отправленном после его появления на шоу Такера Карлсона, кампания Вэнса упомянула «радикальных бездетных лидеров в этой стране». CNN также обнаружил несколько примеров, где Вэнс делал аналогичные уничижительные замечания о бездетных людях, особенно о демократических политиках. В 2021 году на встрече лидеров Центра христианских добродетелей Вэнс раскритиковал бездетных учителей, заявив, что они «пытаются промыть мозги нашим детям». Он также резко высказался о президенте Американской федерации учителей Рэнди Вайнгартен, сказав: «Если она хочет промывать мозги и разрушать умы детей, пусть заведёт собственных, а наших оставит в покое».
В марте 2021 года в интервью на шоу Чарли Кирка Вэнс предложил ввести более высокие налоги для бездетных людей по сравнению с теми, у кого есть дети, заявив, что США должны «вознаграждать то, что мы считаем хорошим, и наказывать то, что мы считаем плохим». В августе 2024 года в интервью в программе Face the Nation он заявил, что поддерживает увеличение налогового вычета с $2000 до $5000 на ребёнка, хотя двумя неделями ранее его коллеги-республиканцы в Сенате заблокировали эту инициативу. Вэнс отсутствовал на голосовании, назвав его «показным» и заявив, что законопроект всё равно не был бы принят, даже если бы он присутствовал.

#### Беспочвенные обвинения в адрес гаитянских иммигрантов

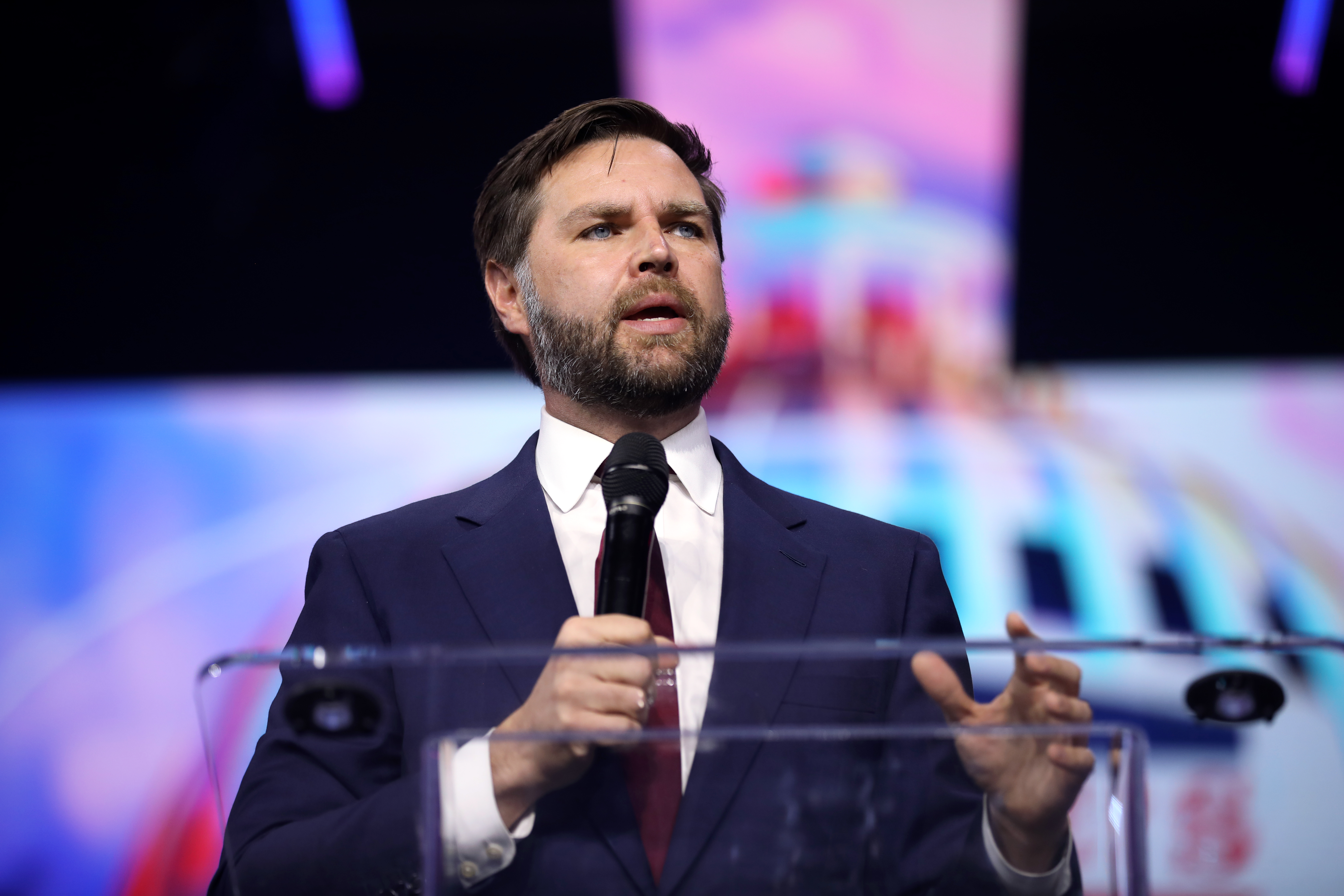
Выступление на People’s Convention, 2024 год

В сентябре 2024 года Джей Ди Вэнс оказался в центре скандала из-за своих заявлений о гаитянских иммигрантах в Спрингфилде (штат Огайо). Он утверждал, что иммигранты «перегружают социальные службы и создают хаос», а также заявил, что поступали сообщения о том, что «люди, которым не следовало находиться в стране, похищают и едят домашних животных». Эти обвинения позже повторил Трамп, в том числе во время президентских дебатов. Однако местные власти опровергли эти утверждения, подчеркнув, что нет никаких достоверных сообщений о подобных инцидентах, и отметив, что гаитянские иммигранты находятся в стране на законных основаниях.
В ответ на критику Вэнс признал, что «слухи могут оказаться ложными», но призвал своих сторонников «продолжать распространять мемы с котами». Он также поддержал заявления консервативного активиста Кристофера Руфо, который утверждал, что африканские мигранты в Дейтоне (Огайо) едят кошек. Власти Дейтона также опровергли эти обвинения, заявив, что «нет никаких доказательств, указывающих на то, что какая-либо группа, включая иммигрантов, занимается поеданием домашних животных».
После того как его первоначальные заявления были опровергнуты, Вэнс сменил фокус, заявив: «Вы знаете, что уже установлено? Ребёнок был убит гаитянским мигрантом, который не имел права находиться здесь». Однако позже выяснилось, что ребёнок погиб в результате случайного столкновения автомобилей в Спрингфилде. Отец ребёнка раскритиковал Вэнса за использование трагедии «в политических целях». Вэнс также заявил о «резком росте инфекционных заболеваний» в городе, но представитель департамента здравоохранения округа Кларк опроверг это, отметив, что значительного увеличения числа зарегистрированных инфекционных заболеваний не наблюдается.
В сентябре 2024 года в Спрингфилде произошла серия угроз взрыва на фоне заявлений Вэнса и Трампа. Вэнс осудил «насилие или угрозы насилия», но продолжил обвинять иммигрантов. Защищая свои утверждения о поедании кошек гаитянскими мигрантами, он заявил: «Если мне придется выдумывать истории, чтобы американские СМИ обратили внимание на страдания нашего народа, то это именно то, что я собираюсь делать». Такой подход вызвал широкую критику за использование непроверенной информации и потенциальное разжигание страха и разногласий.

### Опросы общественного мнения
В июле 2024 года анализ опроса CNN, проведённого после Национального съезда Республиканской партии, выявил, что рейтинг одобрения Вэнса был отрицательным. В тот же период ряд видных республиканских политиков и аналитиков выразили мнение, что Вэнс мог оказаться неудачным выбором в качестве кандидата на пост вице-президента, особенно на фоне изменений в предвыборной динамике после выхода президента Джо Байдена из гонки и выдвижения Камалы Харрис в качестве кандидата от Демократической партии.
В августе 2024 года опрос, проведённый Associated Press-NORC Center for Public Affairs Research, показал, что как Вэнс, так и его оппонент Уолз оставались малоизвестными фигурами для широкой публики. Около 30 % взрослых американцев заявили, что знают о Вэнсе недостаточно, и только 27 % выразили о нём благоприятное мнение. Для сравнения, 36 % респондентов положительно оценивали Уолза. При этом 57 % республиканцев поддерживали Вэнса.
Сентябрьский опрос Gallup продемонстрировал, что 41 % зарегистрированных избирателей считали Вэнса «отличным» или «довольно хорошим» кандидатом на пост вице-президента, в то время как 46 % так же оценивали Уолза. Эти показатели были сопоставимы с рейтингами предыдущих кандидатов в вице-президенты: например, Майк Пенс в 2016 году имел рейтинг 43 %.
После вице-президентских дебатов в октябре 2024 года опрос CBS News и YouGov выявил, что рейтинг одобрения Вэнса среди зрителей дебатов вырос с 40 % до 49 %, а уровень неодобрения снизился с 54 % до 47 %. По данным FiveThirtyEight на декабрь 2024 года, общий рейтинг одобрения Вэнса составлял 39,7 %, а уровень неодобрения — 42,6 %.
Согласно отчёту The Harris Poll, из 2650 зарегистрированных избирателей, опрошенных онлайн 15-—16 января 2025 года, 41 % респондентов имели благоприятное мнение о Вэнсе, а 38 % — неблагоприятное.

## На посту вице-президента

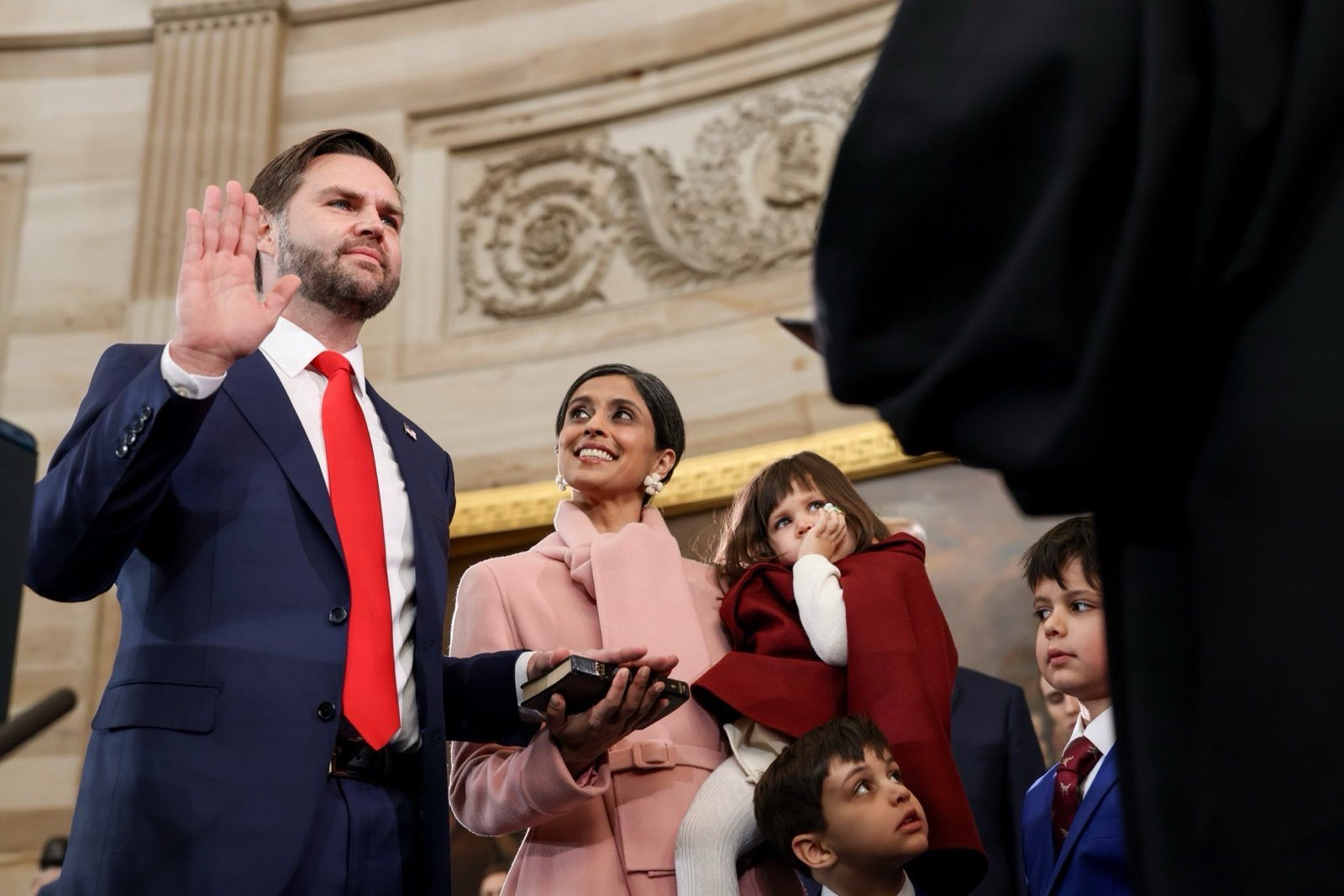
Вэнс с женой и детьми в ходе присяги 20 января 2025 года

20 января 2025 года Вэнс был приведён к присяге в качестве 50-го вице-президента США. Перед инаугурацией он провёл встречу с зампредом КНР Ханем Чжэном, в ходе которой стороны обсудили ключевые аспекты американо-китайских отношений. Вэнс стал третьим самым молодым вице-президентом в истории США и первым представителем поколения миллениалов, занявшим эту должность. Кроме того, он является первым ветераном Корпуса морской пехоты, достигшим поста вице-президента, а также самым высокопоставленным ветераном войны в Ираке в правительстве США. Вэнс также стал вторым вице-президентом-католиком после Джо Байдена.
Среди первых шагов Вэнса на новом посту стало приведение к присяге государственного секретаря Марко Рубио 21 января 2025 года. Рубио стал первым из кандидатов в кабинет Дональда Трампа, утверждённым Конгрессом. 24 января вице-президент использовал свой решающий голос в Сенате для утверждения Пита Хегсета на пост министра обороны.
В феврале 2025 года, после того как несколько федеральных судей вынесли временные запретительные приказы в отношении ряда инициатив Департамента эффективности правительства, Вэнс опубликовал сообщение в социальной сети X, в котором выразил мнение о том, что судьи не имеют права ограничивать законные полномочия исполнительной власти. Это заявление вызвало неоднозначную реакцию, некоторые восприняли его как завуалированный призыв к игнорированию судебных решений.

### Мюнхенская конференция по безопасности
В своей речи на Мюнхенской конференции по безопасности 14 февраля 2025 года Вэнс выступил с резкой критикой европейских лидеров, заявив, что главная угроза для Европы исходит не от внешних сил, таких как Россия или Китай, а изнутри. Он обвинил европейские правительства в подавлении свободы слова, потере контроля над миграцией и отказе сотрудничать с правыми партиями, такими как «Альтернатива для Германии», что, по его мнению, подрывает демократические ценности. Вэнс подчеркнул, что ограничение инакомыслия и игнорирование мнений избирателей ведет к эрозии демократии. Он призвал европейских лидеров прислушиваться к своим гражданам и не бояться альтернативных точек зрения.
Заявления Вэнса были восприняты как существенное отступление от традиционного трансатлантического принципа, сформировавшегося после Второй мировой войны, согласно которому «споры заканчиваются у кромки воды», что подразумевает, что союзники воздерживаются от публичного вмешательства во внутренние дела друг друга. В целом выступление Вэнса вызвало тревогу среди европейских лидеров, которые увидели в нём признаки растущего разрыва между США и их традиционными союзниками в Европе.

### «Цепной пёс» Дональда Трампа
28 февраля 2025 года Джей Ди Вэнс сыграл заметную роль в ходе скандальной встречи Владимира Зеленского и Дональда Трампа в Белом доме перед несостоявшимся подписанием сделки по полезным ископаемым между США и Украиной. Мюнхенская речь и эта публичная атака на Зеленского способствовали закреплению прозвища Джей Ди как «цепного пса» Дональда Трампа.
На критику Джей Ди Венсом американской помощи Украине отреагировал его двоюродный брат Нейт Венс, воевавший на стороне Украины, он осудил Джей Ди за ссору с Владимиром Зеленским. В частности, Нейта разозлило, что Джей Ди во время перепалки в овальном офисе ссылался на некие отчёты, хотя мог бы получить информацию о русско-украинской войне из первых уст, от своего брата, который безуспешно пытался связаться с Джей Ди несколько раз. «То, что я из твоей семьи, не значит, что я буду стоять и смотреть, как ты убиваешь моих товарищей. <…> Русские не собираются забывать о нашей поддержке Украины. Мы — полезные идиоты Владимира Путина», — прокомментировал действия двоюродного брата ветеран морской пехоты США Нейт Вэнс.

## Взгляды
Вэнс известен как национал-консерватор и правый популист, который, по мнению многих, является идейным наследником палеоконсерваторов, таких как Пат Бьюкенен. Сам Вэнс и другие характеризуют его как представителя постлиберального правого движения. Он тесно связан с Кремниевой долиной и неоднократно заявлял, что «погружен в мир множества необычных правых субкультур» в интернете. Вэнс активно поддерживал работы лидера Heritage Foundation («Проект 2025») Кевина Робертса и ультраправого теоретика заговоров Джека Пособеца.

### Социальные взгляды
Вэнс придерживается консервативных взглядов на социальные вопросы. Он выступает против абортов, однополых браков и контроля над оружием. Он также занимает наталистские позиции, утверждая, что бездетность связана с социопатией, и предлагал дать родителям больше избирательных прав, чем бездетным, хотя в августе 2024 года отказался от этого предложения. Вэнс выражал сожаление по поводу негативного влияния разводов на детей и предлагал криминализировать на федеральном уровне гендерно-подтверждающую помощь несовершеннолетним. Он поддерживает Израиль в конфликте с ХАМАС, но выступает против продолжения американской военной помощи Украине, предпочитая переговоры о мире.
Вэнс утверждает, что крупнейшие и наиболее влиятельные институты страны объединились против правых, и призывает к программе против вокизма. Он критикует университеты, называя их «врагами», а также выражает недоверие к Министерству юстиции США (DOJ) и Федеральному бюро расследований (FBI).

### Отношения с Трампом
В 2016 году Вэнс был ярым критиком тогдашнего кандидата в президенты от Республиканской партии Дональда Трампа, называя его «американским Гитлером» и заявляя, что поддерживает движение Never Trump. Однако в 2021 году, после объявления своей кандидатуры в Сенат, Вэнс публично поддержал Трампа, извинившись за свои прошлые критические замечания и удалив некоторые из них. Вэнс советовал Трампу уволить «каждого государственного служащего», чтобы заменить их «своими людьми». Он также отметил, что, в отличие от вице-президента Майка Пенса, если бы он занимал этот пост во время выборов 2020 года, то не стал бы признавать результаты голосования.

## Личная жизнь
В 2013 году, обучаясь в Йельской школе права, он встретил Ушу Чилукури. В 2014 году они сочетались браком в Кентукки, где прошла межконфессиональная церемония, поскольку Уша исповедует индуизм, а Вэнс — христианство. На их свадьбе присутствовал лучший друг Вэнса, Джамиль Дживани, который процитировал отрывок из Библии, а индуистский пандит благословил молодых. У пары трое детей. Уша работала клерком у Бретта Кавано, когда он занимал должность судьи апелляционного суда в Вашингтоне, а затем у председателя Верховного суда Джона Робертса.
Вэнс вырос в среде консервативного евангельского протестантизма. К сентябрю 2016 года он уже не был активным членом какой-либо конкретной христианской конфессии, но серьёзно размышлял о переходе в католицизм. В августе 2019 года Вэнс прошёл обряд крещения и конфирмации в монастыре Святой Гертруды в Цинциннати (Огайо). В качестве своего святого покровителя он избрал Аврелия Августина. Вэнс объяснил переход в католицизм тем, что со временем убедился в истинности католической веры, а Блаженный Августин помог ему понять христианскую веру через интеллектуальный подход. Он также отметил, что католическое вероучение соответствует его политическим взглядам. На решение Вэнса перейти в католицизм также повлиял Питер Тиль.

## Электоральная история
| Партия        | Партия          | Кандидат      | Голоса    | %        |
| ------------- | --------------- | ------------- | --------- | -------- |
|               | Республиканская | Джей Ди Вэнс  | 344 736   | 32,22 %  |
|               | Республиканская | Джош Мэндел   | 255 854   | 23,92 %  |
|               | Республиканская | Мэтт Долан    | 249 239   | 23,30 %  |
|               | Республиканская | Майк Гиббонс  | 124 653   | 11,65 %  |
|               | Республиканская | Джейн Тимкен  | 62 779    | 5,87 %   |
|               | Республиканская | Майк Пукита   | 22 692    | 2,12 %   |
|               | Республиканская | Нил Патель    | 9873      | 0,92 %   |
| Всего голосов | Всего голосов   | Всего голосов | 1 069 826 | 100,00 % |

| Партия        | Партия          | Кандидат      | Голоса    | %        |
| ------------- | --------------- | ------------- | --------- | -------- |
|               | Республиканская | Джей Ди Вэнс  | 2 192 114 | 53,04 %  |
|               | Демократическая | Тим Райан     | 1 939 489 | 46,92 %  |
|               | Вписанный       | Вписанный     | 1739      | 0,04 %   |
| Всего голосов | Всего голосов   | Всего голосов | 4 133 342 | 100,00 % |

## Книги
- Vance, J. D. Hillbilly Elegy: A Memoir of a Family and Culture in Crisis. — Harper, 2016. — ISBN 9780062300546.